# Удавка (узел)
Уда́вка (англ. Noose — «удавка», также snare — «силок» или Running Knot — «бегучий узел») — разновидность петлевого узла, завязанного на руке, накинутого сверху на объект, и затягивающегося при натяжении коренного конца верёвки. Служит той же цели, что и штык — присоединить верёвку к объекту, однако, штык завязывается непосредственно вокруг объекта, а будучи снятым с него, теряет форму и распадается; удавка же завязывается на руке, а если снята с объекта, сохраняет свою форму.
Любой крепёжный петлевой узел начинает выполнять роль удавки, когда его сложенный пополам коренной конец вдет внутрь петли, и поэтому зачастую «удавкой» называют бегучий узел, который может быть трёх видов (удавкой, развязывающимся узлом, штыком), однако, «удавкой» в прямом смысле слова можно назвать лишь узел на конце верёвки, который затягивается при натяжении коренного конца. После снятия с объекта бегучий узел необходимо дополнительно развязывать, тогда как удавка развязывается сама, если продолжать утягивать петлю без объекта.
Существуют принципиальные отличия между тремя видами деятельности. При утягивании магазинных свёртков, удавка должна немедленно ослабляться сама, если натяжение убрано. Для лассо важно скорое утягивание петли без фиксации. Однако, удавка, в её непосредственном предназначении для казни преступника через повешение, должна утягиваться, но не так легко, как лассо, потому что перед казнью размер петли и так максимально подгоняют под размер шеи.
Удавка несомненно была изобретена в доисторические времена, когда потребовалось изобрести особый узел для отлова птиц или мелких животных в качестве насущного ежедневного пропитания. Мясники использовали удавки для подвеса солонины. В быту удавкой удобно перетягивать свёртки покупок или туристические коврики и мешки.

## Удавки
Бытовые
- Бегущий простой узел — охотничий узел для отлова птиц, который завязывали конским волосом. На коренном конце завязывали узелок, в который продевали ходовой, а на ходовом конце завязывали стопорный узелок, чтобы предотвратить случайное развязывание, после петлю из коренного конца вдевали в узел
- Развязывающийся бегущий простой узел — в отличие от предыдущего узла, ходовой конец сделан петлёй для лёгкого развязывания
- Баррел — охотничий узел для отлова птиц
- Силковый узел — охотничий узел для отлова птиц
- Глухая петля — надёжный узел, так как не имеет концов, применим и в грузовых работах
- Скользящая глухая петля — также может быть использована для казни преступника

Морские
- Висельная петля — завязывают со спины преступника у левого уха, делают 9—13 шлагов, хотя в источниках указано 8
- Двойные удавки (Double Nooses[2]) — использовали в качестве наручников для заключённых, связывания копыт лошади
- Кандальный узел — использовали в качестве наручников для заключённых
- Пьяный узел — использовали в качестве наручников для пьяных

Туристические
- Карабинная удавка — временный узел спортивных туристов для крепления альпинистской верёвки к дереву при создании навесной переправы
- Рифовый узел — временный стопорный узел альпинистов для фиксации основного узла

## Бегучие узлы
Морские
- Бегущий булинь — наилучший из бегучих узлов, который применяли в английском флоте для накидывания петли на что-либо, когда не было возможности закрепить иначе, или ухватить что-либо в воде с борта корабля (доску, бревно). На суше при отлове птиц моряки продолжали использовать хорошо известный им бегущий булинь
- Выбленочный узел
- Сваечный узел
- Бегущий испанский булинь[2] — использовали для связывания копыт лошади или коровы от лягания

Бытовые
- Хонда — старинный охотничий узел, которым крепили тетиву к луку, а в качестве аркана для отлова скота использовали как бегучий узел
- Эвенкийский узел — лучше, чем бегущий простой узел
- Удавка с полуштыками — использовали лесорубы для перетаскивания брёвен
- Бегущий петлевой узел[2] — служила в качестве временной упряжи для лошади. На конце верёвки завязывали проводник, сквозь который продевалась петля. Одна большая петля накидывалась на шею лошади, а другая малая петля накидывалась на морду лошади, выступая как полуштык
- Бегущая упряжковая петля[2] — хуже, чем бегущий испанский булинь